# Kandahar
Kandahar (Kandahār, paš. i perz.: کندهار ili قندهار) drugi je najveći grad Afganistana koji ima 491.500 stanovnika prema procjeni iz 2012. godine. Glavni je grad afganistanske pokrajine Kandahar na jugu zemlje, a nalazi se na nadmorskoj visini od 1005 metara. Neposredno uz grad protječe rijeka Argandab. 
Grad Kandahar najvažnije je trgovačko središte na jugu Afganistana, dok regija obiluje voćem, posebno šipkom i grožđem. U blizini grada nalazi se međunarodna zračna luka i razgranata mreža cesta koje Kandahar povezuju s Farahom i Heratom na zapadnu, Gaznijem i Kabulom na sjeveroistoku, Tarin Kovtom na sjeveru, te gradom Quetta u Pakistanu na jugu. 
Kroz povijest su se mnoga carstva borila u okolici grada, budući kako se radi o važnoj strateškoj lokaciji između južne i srednje Azije. Godine 1748. Ahmad Šah Durani, osnivač Duranskog Carstva, proglasio je Kandahar glavnim gradom Afganistana.

## Vanjske poveznice
- Stare fotografije Kandahara
- Arahozija
- Aleksandrija u Arahoziji
- Kandaharovo groblje „čuda“ (BBC)